# 南投龍泉寺
23°54′32″N 120°41′18″E / 23.908756°N 120.688462°E
南投龍泉寺，舊稱尊猷寺，是位於臺灣南投縣南投市龍泉里的佛寺，原為日本淨土真宗本願寺派所創立。

## 沿革
寺地原為平埔族洪雅族所居。1911年，南投廳廳長久保通猷，因久居南投的日本人骨灰無處安息，因此以公款及同道募捐建立尊猷寺。由布教使深谷了海在該年開始著手策畫，並作為淨土真宗本願寺派布教所，於1920年落成，日本式建築，供奉神祇以觀音及地藏王菩薩為主，設有納骨塔收容在當地去世的日本人。縣議員吳弘二回憶童年時，當時附近都為農田，還有四口井。
戰後國民黨政府接收日產時，首任南投鎮鎮長張慶章自任為尊猷寺管理員，並無將寺產收為國有，反轉給霧峰林家林紀堂妾許悅，由許悅女弟子王秋紅帶丈夫范清炎、兒女入駐。王秋紅也是南投縣佛教會常務理事。許悅後來放棄主持，在台中市城隍廟旁創立台中靈山寺。
王秋紅得到寺產後更改寺名，1956年更名「龍泉寺」，為主持取自寺旁的龍泉井。
1985年，寺方古建築解除暫定古蹟列管。1997年8月，拆除寺身重建，原文物悉數捐給南投縣史館，如乾隆四十二年（1777年）六月豎立、記載包含原住民捐獻者的南投慈雲寺香燈碑。至於慈雲寺的神像早在日治時期就轉給南投配天宮。

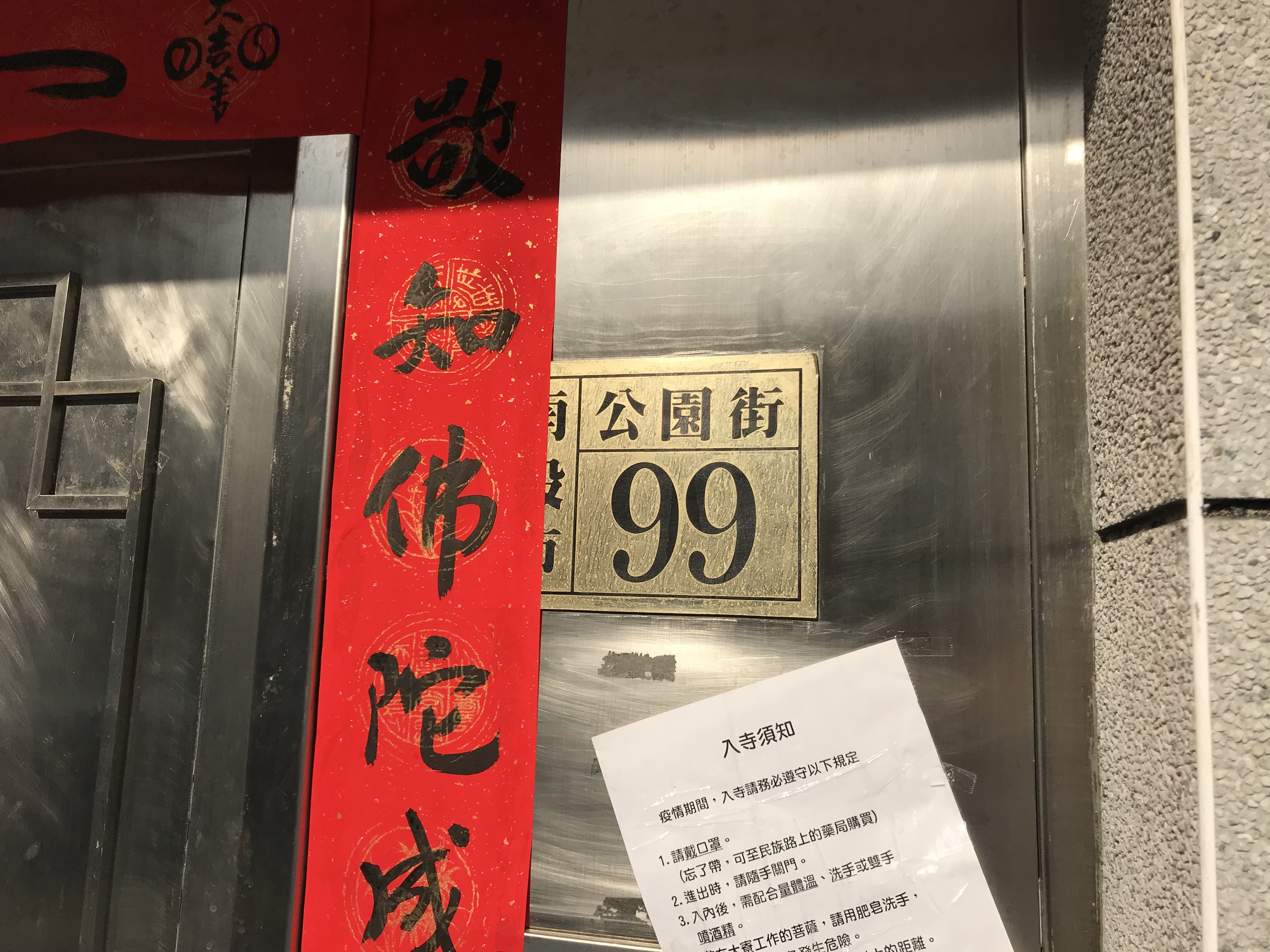
門牌

## 寺地
寺方被視為繼承了清治創立的慈雲寺，慈雲寺在乾隆時就在南投一帶擁有大片祀田，尊猷寺寺地曾達1720甲約（16.684平方公里）。
八七水災時，寺方在龍井街十四巷的建物遭毀，由張朝順與兄長在現址蓋屋佔據，1946年設籍。占地居民在1994年10月居民向南投地政事務所申請時效取得地上權登記被駁回，1995年10月17日由法院判定將六筆土地還給寺方。
寺方水田達3.8甲餘，因洪水流失2.4435甲（2.37公頃），至1956年僅存1.4490甲（1.40541公頃），全在名間鄉。其中新民村0.37公頃被老農吳玉蒼質疑祖先世居於此，戰後初期誤登為國有地，1956年後卻又轉成寺地，因此兩方展開官司，由法院在2018年5月24日將土地點交給寺方。